# Brit Awards de 2020
O Brit Awards de 2020 foi realizado em 18 de fevereiro de 2020, na The O2 Arena, em Londres, Inglaterra. Esta foi a 40ª edição da premiação anual de música pop da Indústria Fonográfica Britânica. Em 27 de novembro de 2019, o comediante inglês Jack Whitehall foi anunciado como apresentador, pelo terceiro ano consecutivo.
Em dezembro de 2019, foi anunciado que a apresentadora da BBC Radio 1, Alice Levine, apresentaria a cerimônia de revelação dos indicados, BRITs Are Coming Nominations Launch Show, em 11 de janeiro de 2020. Na mesma ocasião, foi anunciado que a cantora Celeste fora a vencedora do prêmio Estrela em Ascensão. O programa foi transmitido na ITV, e contou com apresentações musicais de Aitch, Dermot Kennedy, Freya Ridings, Lizzo, Harry Styles, Billie Eilish, Liam Payne e Mabel.

## Renovação das categorias
A Indústria Fonográfica Britânica reformulou as categorias de prêmios para a cerimônia deste ano. Várias categorias foram renomeadas e abolidas, reduzindo o número total de prêmios de treze para nove. O Brit Awards não apoiará mais a votação dos fãs, e terá como objetivo começar a "dar controle artístico completo aos artistas sobre suas performances".  O presidente do Comitê do Brits, David Joseph, declarou: "Mais importante, colocaremos criatividade, cultura britânica e performances excepcionais no centro do programa para tornar a noite do Brits uma celebração de classe mundial". 

### Categorias abolidas
A partir de 18 de fevereiro de 2019, a Indústria Fonográfica Britânica abolirá os seguintes prêmios: 
- Prêmio Grupo Internacional
- Prêmio de Melhor Vídeo Britânico
- Prêmio Melhor Contribuição para a Música
- Prêmio Global Sucesso Global

### Categorias renomeadas
Em 18 de fevereiro de 2019, a Indústria Fonográfica Britânica renomeou os seguintes prêmios: 
- Melhor Artista Revelação (anteriormente Artista Revelação Britânico)
- Prêmio Estrela em Ascensão (anteriormente Prêmio Escolha da Crítica)
- Canção do Ano (anteriormente Single Britânico do Ano)

## Controvérsia
Após o anúncio dos indicados, o Brit Awards foi criticado por ter indicações dominadas por homens nas categorias principais e de gênero neutro. As indicações para Álbum do Ano, Melhor Grupo e Melhor Artista Revelação foram quase inteiramente dominadas por artistas solos masculinos, exceto por Mabel, que foi indicada para o último.

## Performances
| Artista                                       | Canção | Apresentado por        |
| The BRITs Are Coming                          | The BRITs Are Coming | The BRITs Are Coming   |
| --------------------------------------------- | --- | ---------------------- |
| Liam Payne Cheat Codes                        | "Live Forever" | Alice Levine           |
| Freya Ridings                                 | "Lost Without You" | Alice Levine           |
| Aitch                                         | "Taste (Make It Shake)" | Alice Levine           |
| Dermot Kennedy                                | "Power Over Me" | Alice Levine           |
| Mabel                                         | "Don't Call Me Up" | Alice Levine           |
| Premiação                                     | |                        |
| Mabel                                         | "Don't Call Me Up" | —                      |
| Lewis Capaldi                                 | "Someone You Loved" | Jack Whitehall         |
| Harry Styles                                  | "Falling" | Jack Whitehall         |
| Lizzo                                         | "Cuz I Love You" "Truth Hurts" "Good as Hell" Juice"                                                                                     | Jack Whitehall         |
| Dave                                          | "Black" | Michael Ward           |
| Billie Eilish Finneas Johnny Marr Hans Zimmer | "No Time to Die" | Jack Whitehall         |
| Celeste                                       | "Strange" | Adwoa Aboah Sam Fender |
| Stormzy                                       | "Don't Forget to Breathe" "Do Better "Wiley Flow" "Own It" (com elementos de "Fortune Teller" de J Hus) "Anybody" (Burna Boy) "Rainfall" | Jack Whitehall         |
| Rod Stewart Ronnie Wood Kenney Jones          | "I Don't Want to Talk About It" "Stay with Me"                                                                                           | Jack Whitehall         |

## Vencedores e indicados
Os vencedores estão em negrito.
| Álbum do Ano (apresentado por Billie Eilish e Finneas O'Connell) | Canção do Ano (apresentado por Tom Jones) |
| --- | --- |
| - Psychodrama – Dave - Fine Line – Harry Styles - Kiwanuka – Michael Kiwanuka - Divinely Uninspired to a Hellish Extent – Lewis Capaldi - Heavy Is the Head – Stormzy | - "Someone You Loved" – Lewis Capaldi - "Giant" – Calvin Harris & Rag'n'Bone Man - "Ladbroke Grove" – AJ Tracey - "Dancing with a Stranger" – Sam Smith & Normani - "Just You and I" – Tom Walker - "Don't Call Me Up" – Mabel - "Vossi Bop" – Stormzy - "Nothing Breaks Like a Heart" – Mark Ronson com part. de Miley Cyrus) - "Location" – Dave & Burna Boy - "I Don't Care" – Ed Sheeran & Justin Bieber |
| Cantor (apresentado por Ronnie Wood) | Cantora (apresentado por Jorja Smith e Ellie Goulding) |
| - Stormzy - Harry Styles - Lewis Capaldi - Dave - Michael Kiwanuka | - Mabel - Freya Ridings - Charli XCX - FKA twigs - Mahalia |
| Grupo do Ano (apresentado por Hailee Steinfeld, Anne-Marie e Courtney Love)                                                                                           | Artista Revelação do Ano (apresentado por Clara Amfo e Niall Horan) |
| - Foals - Bastille - D-Block Europe - Bring Me the Horizon - Coldplay                                                                                                 | - Lewis Capaldi - Mabel - Aitch - Sam Fender - Dave |
| Cantor Internacional (apresentado por Paloma Faith e Kiefer Sutherland)                                                                                               | Cantora Internacional (apresentado por Melanie C) |
| - Tyler, the Creator - Dermot Kennedy - Bruce Springsteen - Post Malone - Burna Boy                                                                                   | - Billie Eilish - Lizzo - Lana Del Rey - Camila Cabello - Ariana Grande |
| Estrela em Ascensão[a] (apresentado por Adwoa Aboah e Sam Fender) | Produtor Britânico do Ano |
| - Celeste - Beabadoobee - Joy Crookes | Fred Again |

Notas
- ↑[a]  Anunciado em dezembro de 2019.[3]